# Прокос (Новара)
Прокос је насеље у Италији у округу Новара, региону Пијемонт.
Према процени из 2011. у насељу је живело 5 становника. Насеље се налази на надморској висини од 167 м.